# Pigneto (stacja metra)
Pigneto – stacja na linii C metra rzymskiego. Stacja znajduje się w dzielnicy Prenestino-Labicano, na skrzyżowaniu ulic Via del Pigneto i obwodnicy Casilina.

## Historia
Prace budowlane nad budową nowej stacji rozpoczęto w lipcu 2007. Stacja została ukończona w styczniu 2015. Jej otwarcie miało miejsce 29 czerwca 2015.
Od 13 lipca 2017 rozpoczęto prace nad budową nowej stacji kolejowej Pigneto kolei FS, której otwarcie zaplanowano na 2020, w celu połączenia węzła kolejowego z linią metra C.